# Shadow Force (film)
Ne doit pas être confondu avec Shadow Force.
Pour plus de détails, voir Fiche technique et Distribution.
Shadow Force est un film américain réalisé par Joe Carnahan et sorti en 2025.
Il met en scène  Kerry Washington et Omar Sy dans les rôles principaux. Ils incarnent respectivement Kyrah et Isaac, autrefois les chefs d'un groupe multinational de forces spéciales appelé Shadow Force. Ils ont cependant enfreint les règles en tombant amoureux l'un de l'autre. Depuis, ils se cachent pour protéger leur fils. Le reste de la Shadow Force, dirigé par Jack Cinder, est alors envoyé à leurs trousses pour les tuer.
À sa sortie dans les salles américaines, il reçoit des critiques globalement négatives et ne réalise pas de bonnes performances au box-office.

## Synopsis
Le film commence par une citation de Paul Pearsall : « Notre instinct primaire n'est pas la survie, mais la famille. »
Huit ans auparavant, Kyrah Owens et Issac Sarr étaient à la tête d'un groupe multinational de forces spéciales, la Shadow Force. Sous la direction de Jack Cinder, cette équipe clandestine de la CIA commettait des assassinats au nom du gouvernement des États-Unis. Malgré les règles imposées par Cinder, Isaac et Kyrah sont tombés amoureux et Kyrah a ensuite donné naissance à un fils, Ky. Les deux agents ont alors fait désertion et ont vécu dans la clandestinité pour élever leur enfant en paix. Mais l'explosif Jack Cinder ne supporte pas la défaite et refuse de leur pardonner leur acte de « trahison » à son égard. De plus, il était attiré de manière obsessionnelle par Kyrah. Après tout cela, Cinder avait ensuite quitté la CIA et pour devenir secrétaire général du G7, mais sa carrière passée a récemment été scrutée de près par l’Office of Inspector General pour diverses malversations.
Pour protéger les siens, Kyrah est resté éloignée d'Issac et leur fils, officiant toujours comme tueuse pour éliminer un par un les tueurs à leurs trousses. Un jour, cependant, Issac et Ky se retrouvent accidentellement impliqués dans un braquage de banque à Miami, où il vivait en paix depuis des années avec son fils. Lorsqu'un des braqueurs menace son fils, Isaac les attaque et les neutralise rapidement, attirant ainsi l'attention des médias. Lorsque Cinder voit les images de vidéo-surveillance, il réalise que les Sarr ont un enfant, il les inscrit sur la liste noire devant les représentants du G7 et convoque, dans sa luxueuse villa à Gareyes au Mexique, le reste de la Shadow Force pour les traquer.
Issac se réfugie avec Ky dans un abri secret de la jungle en Colombie. Kyrah les retrouve sur place peu après. La vie de Ky étant en jeu, Issac et Kyrah décident de combattre Cinder avant qu'il ne les élimine. Ils convoquent la famille de Kyrah et la CIA contacte "Auntie" Marvella et "Unc" Avery — alors basés à Valence — pour obtenir de l'aide. Alors que les Sarr se dirigent vers une autre cachette, ils échappent de justesse à une embuscade des agents de la Shadow, ce qui les amène à soupçonner que Marvella ou Avery les ont dénoncés. Après être arrivée à Carthagène et s'être séparée de sa famille, Kyrah appelle Cinder et exige un rendez-vous en personne sur son île privée au large de Carthagène, de peur qu'elle ne dévoile tous ses secrets à l'OIG (Office of Inspector General). Pendant qu'elle se dirige vers l'île, Issac et Ky retrouvent Marvella et Avery à Bogota.
Sur l'île, Kyrah et Cinder ont des retrouvailles tendues qui dégénèrent lorsque Kyrah tente de lui tirer dessus. Mais la tueuse est dupée par un gilet pare-balles qu'elle n'avait pas remarqué. Isaac, Ky, Marvella et Avery sont capturés par la Force de l'Ombre et emmenés sur l'île, où Avery se révèle être l'informateur de Cinder, un fait que Tata soupçonnait depuis le début. La situation s'inverse soudainement lorsque Patrick et Parker, les plus proches collaborateurs de Cinder, se présentent comme des agents spéciaux de l'OIG chargés de traquer les activités criminelles de Cinder ; une fusillade éclate au cours de laquelle Cinder, Patrick et Parker sont blessés et le reste de la Force de l'Ombre tué. Alors que Marvella et Ky interceptent Avery alors qu'il tente de s'enfuir, Kyrah est assommée par un piège explosif et prise en otage par Cinder. À l'arrivée d'Isaac, Kyrah lui donne silencieusement la permission de tirer une balle dans l'épaule de Cinder, leur permettant ainsi de le maîtriser et de le tuer.
Quelque temps plus tard, les Sarr ont officiellement repris une vie normale. Kyrah reçoit un appel de Auntie, qui travaille à Langley et a décidé de fonder une nouvelle Shadow Force, moralement plus vertueuse. le lui propose de la rejoindre, une offre que Kyrah décline pour l'instant. Alors qu'ils fêtent l'anniversaire de Ky, Kyrah révèle à Issac qu'elle est enceinte de leur prochain enfant.

## Fiche technique
Sauf indication contraire, les informations mentionnées dans cette section peuvent être confirmées par la base de données cinématographiques IMDb,  présente dans la section « Liens externes ».
- Titre original : Shadow Force
- Réalisation : Joe Carnahan
- Scénario : Joe Carnahan et Leon Chills
- Musique : Craig DeLeon
- Décors : P. Erik Carlson
- Costumes : Tiffany Hasbourne
- Photographie : Juan Miguel Azpiroz
- Montage : Kevin Hale
- Production : Sterling K. Brown, Stephen "Dr" Love et Kerry Washington

Producteurs délégués : B. Quinn Curry, K. Blaine Johnston et Christopher Woodrow
- Sociétés de production : Simpson Street, Indian Meadows Productions et Made with Love Media
- Société de distribution : Lionsgate (États-Unis)
- Budget : 40 millions de dollars[1]
- Pays de production :  États-Unis
- Langue originale : anglais
- Format : couleur
- Genre : action, drame, thriller
- Durée : 104 minutes
- Date de sortie[2] :
  - États-Unis : 9 mai 2025
  - France : 27 juin 2025 (sur Prime Video)
- Classification[3] :
  - États-Unis : R
  - Québec : interdit aux moins de 13 ans

## Distribution
- Kerry Washington (VF : Marjorie Frantz) : Kyrah Owens
- Omar Sy (VF : lui-même) : Isaac Sarr
- Jahleel Kamara (VF : Kaycie Chase) : Ky Sarr
- Mark Strong (VF : Éric Herson-Macarel) : Jack Cinder
- Da'Vine Joy Randolph (VF : Maëva Trioux) : « Tante » Marvella (Auntie en VO)
- Method Man (VF : Jean-Paul Pitolin) : « Oncle » Avery (Unc en VO)
- Marshall Cook (VF : Loïc Guingand) : Patrick
- Ed Quinn (VF : Raphaël Cohen) : Reggie Parker
- Krondon (en) : Eddie « Cysgod » Clanter
- Jénel Stevens-Thompson : Anino
- Sala Baker : Scath
- Natalia Reyes : Moriti
- Yoson An (en) : Varjo
- Jake Tapper (VF : Gilles Sallé) : lui-même
- Joe Carnahan : un agent du gouvernement (caméo)

## Production

### Genèse et développement
À l'été 2019, un script écrit par Leon Chills et intitulé Shadow Force est acquis par l'actrice-productrice Kerry Washington via sa société Simpson Street, ainsi que par celles de Sterling K. Brown (Indian Meadows) et Steven "Dr." Love (Made in Love Media). En septembre 2019, Lionsgate achète les droits de distribution du film,.
En octobre 2020, Victoria Mahoney est engagée comme réalisatrice alors que Joe Carnahan est chargé de réécrire le script,. En avril 2022, Joe Carnahan est finalement officialisé comme réalisateur.

### Attribution des rôles
Peu après l'annonce du projet, Kerry Washington et Sterling K. Brown — qui produisent également le film — sont confirmés dans les rôles principaux. Cependant, en avril 2022, il est annoncé qu'Omar Sy remplace Sterling K Brown. En août 2022, Da'Vine Joy Randolph, Method Man, Mark Strong, Jahleel Kamara, Krondon, Natalia Reyes, Yoson An ou encore Ed Quinn rejoignent la distribution,
En septembre 2022, Jénel Stevens-Thompson et Marshall Cook sont annoncés.

### Tournage
Le tournage débute le 30 août 2022 en Colombie. En octobre 2022, Kerry Washington et Ed Quinn confirment la fin des prises de vues,.

## Sortie et accueil

### Dates de sortie
En février 2025, il est annoncé que la sortie américaine est fixée au 9 mai 2025. En France, il est diffusé sur Prime Video.

### Critique
Le film reçoit des critiques mitigées de la part de la presse américaine. Sur le site d'agrégation de critiques Rotten Tomatoes, le film obtient 29% d'avis favorables, pour 31 critiques. Sur le site Metacritic, qui utilise une moyenne pondérée, le film obtient la note de 27⁄100 pour 6 critiques.
Clint Worthington du site RogerEbert.com donne au film la note d'une étoile sur quatre et écrit notamment : « Certes, le scénario est nul et les personnages sont mauvais, mais je pardonnerais presque cela si l'action était bonne. Malheureusement, Carnahan semble avoir perdu son talent, avec quelques lueurs de chorégraphies de combat intenses obscurcies par un éclairage tamisé ou un montage dispersé. »
Peter Debruge de Variety écrit quant à lui que le film « aspire à des niveaux d'action hyperbolique à la John Wick sans avoir la chorégraphie de combat élevée ou le panache visuel pour y parvenir. Tourné presque entièrement en Colombie, les lieux de tournage du film et la conception de la production de P. Erik Carlson sont des atouts que la cinématographie grand écran de Juan Miguel Azpiroz n'exploite pas pleinement, n'apportant ni crudité ni style élevé à un matériel qui pourrait utiliser l'un ou l'autre. »

### Box-office
Pour son premier week-end d'exploitation dans les salles nord-américaines, le film n'engrange que 2 millions de dollars pour 2 170 copies, soit la 6e place du box-office. Peu après, Deadline Hollywood annonce que le film est un échec commercial.